# Calímico

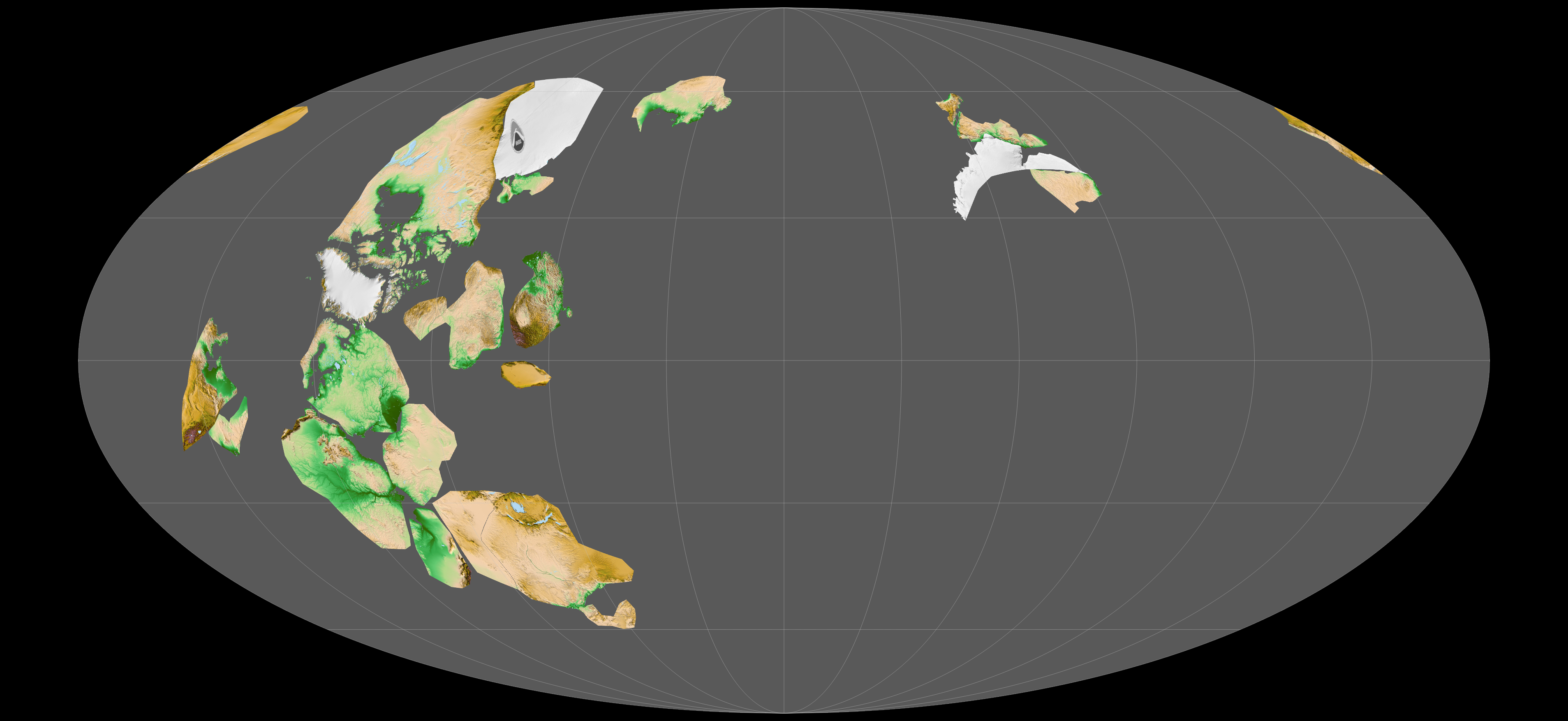
Reconstrucción paleogeográfica de los continentes de la Tierra durante el Calímico, alrededor de 1590 Ma. atrás

El Calímico o Calymmiano (del griego κάλυμμα, calymma, 'cubierta') es el primer período y sistema de la era y eratema Mesoproterozoico en la escala temporal geológica. Comienza hace 1600 millones de años y finaliza hace 1400 millones de años, con una duración de 200 millones de años. Estas fechas en lugar de estar definidas por medio de secciones estratotipo y puntos de límite global se definen por edades absolutas.
El período se caracteriza por la expansión de los depósitos sedimentarios o volcánicos sobre las plataformas existentes, o por la creación de nuevas plataformas sobre las bases recientemente cratonizadas. El supercontinente Columbia se rompió durante el Calímico hace unos 1500 millones de años.
| Supereón    | Eón Eonotema     | Era Eratema                | Periodo Sistema            | Inicio, en millones de años |
| ----------- | ---------------- | -------------------------- | -------------------------- | --------------------------- |
| Precámbrico | Proterozoico     | Neo- proterozoico          | Ediacárico Ediacariano     | ~635                        |
| Precámbrico | Proterozoico     | Neo- proterozoico          | Criogénico Criogeniano     | ~720                        |
| Precámbrico | Proterozoico     | Neo- proterozoico          | Tónico Toniano             | 1000                        |
| Precámbrico | Proterozoico     | Meso- proterozoico         | Esténico Steniano          | 1200                        |
| Precámbrico | Proterozoico     | Meso- proterozoico         | Ectásico Ectasiano         | 1400                        |
| Precámbrico | Proterozoico     | Meso- proterozoico         | Calímico Calymmiano        | 1600                        |
| Precámbrico | Proterozoico     | Paleo- proterozoico        | Estatérico Statheriano     | 1800                        |
| Precámbrico | Proterozoico     | Paleo- proterozoico        | Orosírico Orosiriano       | 2050                        |
| Precámbrico | Proterozoico     | Paleo- proterozoico        | Riásico Rhyaciano          | 2300                        |
| Precámbrico | Proterozoico     | Paleo- proterozoico        | Sidérico Sideriano         | 2500                        |
| Precámbrico | Arcaico Arqueano | Neoarcaico Neoarqueano     | Neoarcaico Neoarqueano     | 2800                        |
| Precámbrico | Arcaico Arqueano | Mesoarcaico Mesoarqueano   | Mesoarcaico Mesoarqueano   | 3200                        |
| Precámbrico | Arcaico Arqueano | Paleoarcaico Paleoarqueano | Paleoarcaico Paleoarqueano | 3600                        |
| Precámbrico | Arcaico Arqueano | Eoarcaico Eoarqueano       | Eoarcaico Eoarqueano       | 4031±3                      |
| Precámbrico | Hádico Hadeano   | Hádico Hadeano             | Hádico Hadeano             | 4567                        |